# Hans-Günter Gierloff-Emden
Hans-Günter Gierloff-Emden (* 22. Mai 1923 in Wilhelmshaven; † 1. Juli 2011 in Hamburg) war ein deutscher Geograph.

## Leben
Gierloff-Emden war Sohn eines Kaiserlichen Decksoffiziers. Er trat am 1. Januar 1941 als Offiziersanwärter in die Marine ein. Vom 12. April bis 30. September war er auf der Scharnhorst und nahm am Unternehmen Südwind teil. Danach wurde er zum Uboot-Fahrer weiter ausgebildet. Vom 31. Januar 1942 bis zum 1. August 1942 war er auf der U 88 unter Heino Bohmann. Vom 12. Mai 1943 diente er als Oberleutnant auf der U-978 unter Uwe Pulst. Mit dem Uboot unternahm er vom Oktober bis Dezember 1941 eine 71-tägige Schnorchelfahrt im Ärmelkanal.
Nach der Militärzeit studierte Gierloff-Emden an der Universität Hamburg und wurde dort 1950 in den Fächern Geografie und Ozeanografie promoviert. Seine Dissertation behandelte die Wasserstände der Weser und ihre Beziehungen zu den Großwetterlagen. Danach war er in Hamburg als Wissenschaftlicher Assistent tätig. 1954/55 hielt er sich zu Forschungszwecken in El Salvador auf. 1958 habilitierte er sich mit einer Schrift über die Küste von El Salvador und lehrte danach als Privatdozent und außerplanmäßiger Professor (1963) an der Universität Hamburg. Er übernahm Gastprofessuren an der University of California, Berkeley (1961/62) und Louisiana State University (1964). Ab 1965 war er Ordinarius für Geographie, geographische Fernerkundung und Ozeanographie an der Universität München und wurde 1991 emeritiert. Während dieser Zeit entwickelte er methodische Ansätze zur Analyse und Anwendung von Fernerkundungsaufnahmen. Er war ein Experte der Meeres- und Küstengeografie.
Von 1965 bis 1967 war Gierloff-Emden 1. Vorsitzender der Geographischen Gesellschaft München. Ab 1976 war er Mitglied der Ubootkameradschaft München.
Bedingt durch eine Krankheit, zog Hans-Günter Gierloff-Emden von München nach Hamburg, wo er, unterstützt von Verwandten, seine letzten Lebensjahre in einem Pflegeheim verbrachte und 2011 verstarb.

## Schriften
- Die morphologischen Wirkungen der Sturmflut vom 1. Februar 1953 in den Westniederlanden (= Hamburger geographische Studien 4). Inst. für Geographie und Wirtschaftsgeographie der Univ. Hamburg, Hamburg 1954.
- mit Liselotte Gierloff-Emden: Die Ozeane als Umwelt. Projekte-Verlag, 2006.
- U-88. Projekte-Verlag, Halle 2007.
- Geographie des Meeres. Ozeane und Küsten. Walter de Gruyter, 1980. ISBN 978-3-11-087523-2